# 207
207（二百七、にひゃくなな）は自然数、また整数において、206の次で208の前の数である。

## 性質
- 207 は合成数であり、約数は 1, 3, 9, 23, 69, 207 である。
  - 約数の和は312。
  - 206, 207の2数は連続する自然数で約数の和が等しくなる2番目の大きい方の数である。(前の206も約数の和は312) 1つ前は15、次は958。
- 62番目のハーシャッド数である。1つ前は204、次は209。
  - 9を基としたとき20番目のハーシャッド数である。1つ前は180、次は216。
- 207 = 32 × 23
  - 2つの異なる素因数の積で p2 × q の形で表せる27番目の数である。1つ前は188、次は212。(オンライン整数列大辞典の数列 A054753)
  - 207 = 9 × 23
    - n = 9 のときの n と prime(n) との積とみたとき1つ前は152、次は290。(オンライン整数列大辞典の数列 A033286)
- 207 = 162 − 49
  - n = 16 のときの n2 − 49 の値とみたとき1つ前は176、次は240。(オンライン整数列大辞典の数列 A098848)

## その他 207 に関連すること
- 西暦207年
- 鉛の原子量は約207である。
- 国鉄207系電車
- JR西日本207系電車
- プジョー・207はプジョー社の乗用車
- 第207代ローマ教皇はエウゲニウス4世（在位：1431年3月3日～1447年2月23日）である。
- 207 × 10−3 = 0.207 は i の i 乗の主値 {\displaystyle i^{i}=e^{-{\frac {\pi }{2}}}} の数字列である。(オンライン整数列大辞典の数列 A049006)